# Pteraclis
Genre
Synonymes
- Bentenia Jordan & Snyder, 1901[2]
- Pteridium Scopoli, 1777[2]

Pteraclis est un genre de poissons de l'ordre des Perciformes, de la famille des Bramidae.

## Liste des espèces
Selon World Register of Marine Species (24 décembre 2019) :
- Pteraclis aesticola (Jordan & Snyder, 1901)
- Pteraclis carolinus Valenciennes, 1833
- Pteraclis velifera (Pallas, 1770)